# CSM Şcolar Reşiţa
O CSM Resita é um clube de futebol da Roménia, da cidade de Resita, que disputa o Campeonato Romeno de Futebol. Já teve diversos nomes.

## Cronologia dos nomes
| Name                | Period       | Ref   |
| ------------------- | ------------ | ----- |
| UD Reșița           | 1926–1948    | [ 1 ] |
| Metalochimic Reșița | 1948–1949    | [ 1 ] |
| Metalul Reșița      | 1949–1956    | [ 1 ] |
| Energia Reșița      | 1956–1957    | [ 1 ] |
| CSM Reșița          | 1957–1974    | [ 1 ] |
| FCM Reșița          | 1974–1982    | [ 1 ] |
| CSM Reșița          | 1982–2005    | [ 1 ] |
| FCM Reșița          | 2005–2008    | [ 1 ] |
| Școlar Reșița       | 2008–2012    | [ 1 ] |
| FCM Reșița          | 2012–2014    | [ 1 ] |
| CSM Școlar Reșița   | 2014–present | [ 1 ] |